# Lill-Knackåstjärnen
Lill-Knackåstjärnen är en sjö i Bräcke kommun i Jämtland och ingår i Ljungans huvudavrinningsområde.